# 632年亚美尼亚地震
据报道， 632亚美尼亚地震影响了亚美尼亚地区（亚美尼亚高地）。 
这次地震的主要资料是《叙利亚人迈克尔的编年史》（12世纪），其中只对这一问题进行了简要叙述。根据它的说法，一场 "震颤"（地震）摧毁了亚美尼亚的许多地方。它没有具体说出这些地方。 
叙利亚人米迦勒将这次地震的时间定为632年，但具体日期不详。米迦勒的叙述的年表被认为是不可靠的，他有可能把这次地震的日期搞错了。 